# 刘柏呈
刘柏呈（1969年11月—），男，汉族，中华人民共和国政治人物。曾任西藏自治区统计局副局长、党组书记。现任西藏自治区人大常委会副主任。